# Dichromodes niger
Dichromodes niger är en fjärilsart som beskrevs av Butler 1877. Dichromodes niger ingår i släktet Dichromodes och familjen mätare. Inga underarter finns listade i Catalogue of Life.